# Skibice (województwo lubuskie)
Skibice (niem. Peterswaldau) – wieś w Polsce położona w województwie lubuskim, w powiecie zielonogórskim, w gminie Nowogród Bobrzański.

## Historia
Około 1300 roku odnotowano ją po raz pierwszy w dokumentach jako Petirswald. Z 1376 roku odnosiła się wzmianka do miejscowego plebana. W 1435 roku doszło do sprzedaży przez panującego księcia własności lennej członkom rodu von Unruh. Dobra należały do rodziny von Landeskron w latach 1474-1483. W 1609 roku od ówczesnych właścicieli - Niebelschützów żagańskie opactwo nabyło pola oraz pastwiska owiec. 
W latach 1975–1998 miejscowość położona była w województwie zielonogórskim.

## Zabytki
Do wojewódzkiego rejestru zabytków wpisany jest:
- kościół filialny pod wezwaniem św. Marcina, z XIV wieku, XVIII wieku. Barokowa, kamienno–ceglana budowla z 1728 roku jest otoczona kamiennym murem i została wzniesiona na miejscu starszej[3]. Należy ona do salowych świątyń z prezbiterium, zamkniętym trójbocznie od wschodu. Dachem wielospadowym nakryta jest część nawowa wraz z prezbiterialną. Zamknięte łukowato okna znajdują się w elewacjach bocznych[3]. Wieża stoi po stronie zachodniej, a po południowej zakrystia. Wieża posiada kwadratowy zarys i zwieńczona jest hełmem namiotowym. W północnej ścianie wieży znajduje się wejście do kościoła i prowadzi przez sklepioną krzyżowo kruchtę[3]. Do końca XX wieku jego wnętrze było wyłożone ceglaną posadzką, którą usunięto około 2000 roku i zastąpiono wylewką betonową. Drewniany strop przykrywa nawę, a sklepienie kolebkowe z lunetami zakrystię. Drewniany chór stoi w zachodniej części kościoła i wsparty jest na czterech słupach[3]. Zachowały się we wnętrzu świątyni elementy późnobarokowego wyposażenia, a są to: ołtarz główny z obrazem przedstawiającym św. Marcina i dwiema rzeźbami, św Jana Nepomucena oraz drugiego świętego; prospekt organowy oraz ambona. Warte uwagi są trównież dwa oryginalne żyrandole miedziane, drewniane drzwi z kutymi zawiasami i zamkiem, a także neogotycka chrzcielnica[3].

## Demografia
Liczba mieszkańców miejscowości w poszczególnych latach:
| Rok  | Ilość mieszkańców |
| ---- | ----------------- |
| 1998 | 91                |
| 2002 | 95                |
| 2009 | 89                |
| 2011 | 96                |
| 2021 | 87                |